# Świadectwo maszynisty
Świadectwo maszynisty – dokument uprawniający do prowadzenia pociągu lub pojazdu kolejowego, ważny jedynie na określoną w nim infrastrukturę kolejową i kategorię uprawnień.
Świadectwo maszynisty wystawia przewoźnik kolejowy lub zarządca infrastruktury kolejowej, u którego jest zatrudniony (lub na którego rzecz świadczy usługi) dany maszynista.

## Kategorie świadectw maszynisty
Rozróżnia się następujące kategorie świadectw maszynisty:
- kategoria A – obejmująca lokomotywy manewrowe, pociągi robocze, pojazdy kolejowe do celów utrzymaniowych i lokomotywy używane do manewrów[3],
- kategoria B – obejmująca przewóz osób lub rzeczy[4].

Świadectwo maszynisty może zawierać uprawnienie do prowadzenia pociągów lub pojazdów kolejowych w obu wspomnianych wyżej kategoriach.

## Warunki uzyskania świadectwa maszynisty
Warunkami niezbędnymi do uzyskania świadectwa maszynisty są:
- posiadanie licencji maszynisty,
- odbycie szkolenia i zdanie egzaminu na warunkach określonych w przepisach wykonawczych do ustawy o transporcie kolejowym,
- spełnianie wymagań zdrowotnych, fizycznych i psychicznych określonych w stosownych przepisach wykonawczych[6].

## Wydawanie i cofanie świadectw maszynisty
Procedury wydawania świadectw maszynisty są ustalane przez przewoźników kolejowych lub zarządców infrastruktury i stanowią część ich systemu zarządzania bezpieczeństwem. W procedurach tych podmioty uprawnione do wydawania świadectw maszynisty określają w szczególności:
- tryb wydawania świadectwa maszynisty, aktualizacji danych w nim zawartych, jego zawieszania i cofania,
- tryb odwołania się od decyzji dotyczącej wydania świadectwa maszynisty, jego zawieszania i cofania,
- tryb i warunki przeprowadzania szkoleń i egzaminów niezbędnych do uzyskania świadectwa maszynisty, uwzględniając konieczność zapewnienia możliwości rozszerzania świadectw na inne linie kolejowe i kategorie uprawnień, w tym okresowych sprawdzianów wiedzy i umiejętności maszynistów, niezbędnych dla zachowania ważności świadectwa maszynisty[8].

Powyższe procedury podmioty uprawnione do wydawania świadectw maszynisty podają do publicznej wiadomości w przyjęty przez siebie sposób.
Świadectwo maszynisty wydawane jest na czas określony. W celu zachowania ważności świadectwa maszynista przechodzi okresowe badania lekarskie potwierdzające spełnianie wymagań zdrowotnych, fizycznych i psychicznych określonych w stosownych przepisach wykonawczych do UTK. Maszynista przechodzi też okresowe sprawdzenie wiedzy i umiejętności w trybie określonym w procedurach ustanowionych przez podmiot wydający świadectwo maszynisty.